# Nicolas van Werveke
Nicolas Paul Antoine van Werveke (* 23. Juli 1851 in Dikrech; † 24. Februar 1926 in Luxemburg) war ein luxemburgischer Professor (Gymnasiallehrer) und Historiker.

## Leben
Er war vielseitig aktiv, insbesondere aber auf dem Gebiet der Numismatik, im Bereich der Kultur- und Sprachforschung, und veröffentlichte auch zur mittelalterlichen Geschichte. Er war Direktor des Lycée Robert-Schuman in Luxemburg.
Nicolas van Werveke arbeitete bei der Inventarisierung der Nationalbibliothek mit und leistete so einen wertvollen Beitrag bei der Erarbeitung einer Nationalbibliografie.

## Veröffentlichungen
- Kulturgeschichte des Luxemburger Landes, Band 1, 1983.
- Kulturgeschichte des Luxemburger Landes, Band 2, 1984.